# Центральная симметрия
Центра́льной симметри́ей относительно точки A называют преобразование пространства, переводящее точку X в такую точку X′, что A — середина отрезка XX′. Центральная симметрия с центром в точке A обычно обозначается через {\displaystyle Z_{A}}, в то время как обозначение {\displaystyle S_{A}} можно перепутать с осевой симметрией.
Фигура называется симметричной относительно точки A, если для каждой точки фигуры симметричная ей точка относительно точки A также принадлежит этой фигуре. Точка A называется центром симметрии фигуры. Говорят также, что фигура обладает центральной симметрией.
Другие названия этого преобразования — симметрия с центром A. Центральная симметрия в планиметрии является частным случаем поворота, точнее, является поворотом на 180 градусов.

## Векторная запись
- Пусть G — оператор центральной симметрии, точка A задана радиус-вектором {\displaystyle {\vec {r_{A}}}}, а преобразовываемая точка задается радиус-вектором  {\displaystyle {\vec {x}}}. Тогда имеет место следующая формула:
{\displaystyle G({\vec {x}})=2{\vec {r_{A}}}-{\vec {x}}}

## Связанные определения
- Если фигура переходит в себя при симметрии относительно точки {\displaystyle A}, то {\displaystyle A} называют центром симметрии этой фигуры, а сама фигура называется центрально-симметричной.

## Свойства

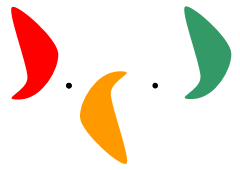
Композиция двух центральных симметрий.

- Центральная симметрия является движением (изометрией).

- В n-мерном пространстве если преобразование R является последовательным отражением относительно n взаимно перпендикулярных гиперплоскостей, то R - центральная симметрия относительно общей точки этих гиперплоскостей. Как следствие:
  - В чётномерных пространствах центральная симметрия сохраняет ориентацию, а в нечётномерных — не сохраняет.

- Центральную симметрию можно представить также как гомотетию с центром A и коэффициентом −1 ({\displaystyle H_{A}^{-1}}).

- Композиция двух центральных симметрий — параллельный перенос на удвоенный вектор из первого центра во второй:
{\displaystyle Z_{A}\circ Z_{B}=T_{2{\vec {AB}}}}

- В одномерном пространстве (на прямой) центральная симметрия является зеркальной симметрией.

- На плоскости (в 2-мерном пространстве) симметрия с центром A представляет собой поворот на 180° с центром A ({\displaystyle R_{A}^{180}}). Центральная симметрия на плоскости, как и поворот, сохраняет ориентацию.

- Центральную симметрию в трёхмерном пространстве можно представить как композицию отражения относительно плоскости, проходящей через центр симметрии, с поворотом на 180° относительно прямой, проходящей через центр симметрии и перпендикулярной вышеупомянутой плоскости отражения.

- В 4-мерном пространстве центральную симметрию можно представить как композицию двух поворотов на 180° вокруг двух взаимно перпендикулярных плоскостей (перпендикулярных в 4-мерном смысле, см. Перпендикулярность плоскостей в 4-мерном пространстве), проходящих через центр симметрии.

- У центрально-симметричной фигуры, либо один центр симметрии, либо их бесконечно много.